# Llengua negra vellosa
La síndrome de la llengua negra vellosa, llengua negra pilosa, melanoglòssia, melanotríquia lingual o, referit al camp de la medicina, senzillament com a llengua negra, és un trastorn de la llengua en la qual les petites protuberàncies de la llengua s'allarguen amb una coloració negra o marró, donant un aspecte negre i pelut. L'aspecte pot ser alarmant, però és un trastorn inofensiu. Els factors predisposants inclouen el tabaquisme, la xerostomia (boca seca), la dieta tova, la mala higiene oral i certs medicaments. El tractament es basa en millorar la higiene bucal, especialment amb un rascador o raspall de la llengua.